# لقاح

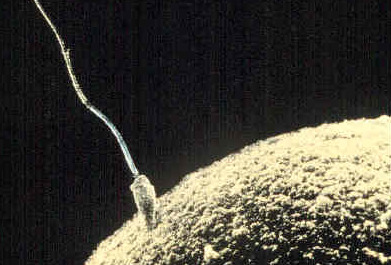
یک اسپرم و یک تخمک در حال لقاح

باروَری یا لِقاح (به انگلیسی: fertilisation) ترکیب یاخته‌های جنسی نر و ماده است که منجر به تشکیل یاختهٔ زاگ (zygote) می‌شود. زاگ نخستین یاختهٔ جاندار جدید است که با تقسیم‌های پی‌درپی و تغییرهایی که پیدا می‌کند، در نهایت جانداری مشابه به والدین ایجاد می‌کند. به عبارت دیگر لقاح به عمل جفت شدن گامت‌های نر و ماده برای پدیدآوردن جاندار جدید گفته می‌شود.
در جانوران، فرایند لقاح با جفت‌شدن اسپرم با تخمک انجام می‌شود که سرانجام، به روییدن رویان می‌انجامد. بسته به گونهٔ جانور، این عمل می‌تواند در درون بدن ماده انجام شود که به آن بارورسازی درونی (لقاح داخلی) گفته می‌شود یا ممکن است در بیرون از بدن صورت گیرد که بارورسازی بیرونی (لقاح خارجی) نام دارد.
به فرایند کلی ایجاد یک فرد جدید از راه بارورسازی، تولیدمثل یا زادآوری گفته می‌شود.
فرایند بارورسازی ضامن بقای گونه‌ها و گوناگونی جانداران است. نخستین گام در تولیدمثل جنسی و باروری، فرایند گامت‌زایی است. این فرایندها دیدگاه دیگری از یگانگی و در عین حال، گوناگونی جانداران را توجیه می‌کند.
گامت یک یاختهٔ ویژه برای تولیدمثل است که برای تولید جاندار جدید با گامت دیگری از جنس مخالف همان نوع جاندار ترکیب می‌شود. گامت در اندام تولیدمثلی به وجود می‌آید. اندام‌های تولیدمثلی نر و ماده ممکن است در دو جنس مختلف یک گونه (نر و ماده) یا یک جاندار از یک گونه (نرماده) وجود داشته باشد. بسیاری از گیاهان و برخی از جانوران «نرماده» هستند.

## لانه‌گزینی
در دو هفته نخست پس از لقاح، یاخته‌ای که در آینده جنین را تشکیل خواهد داد، با سرعت بالایی تکثیر یافته و به صورت توده‌ای با بیش از صد یاخته دیده می‌شود. به دنبال این روند تکثیری، تودهٔ یاخته‌ای یاد شده، حرکت در طول لولهٔ رحمی را آغاز کرده و خود را به محوطهٔ رحم می‌رساند. این تودهٔ یاخته‌ای «بلاستوسیست» خوانده می‌شود و از نظر ظاهر، مانند یک تمشک کوچک است و به اندازهٔ ۰٫۱ میلی‌متر شبیه سر سوزن است. بلاستوسیست دارای دو لایه است، لایهٔ اول که همان لایهٔ بیرونی است، به دنبال رشد و نمو بیشتر، تبدیل به جفت شده و شروع به ترشح هورمون بارداری یا hCG می‌کند و لایهٔ درونی نیز در نهایت جنین را می‌سازد. بلاستوسیست ابتدا درون حفرهٔ رحمی شناور بوده و از طریق شیره‌هایی که از لایه‌های داخلی رحم ترشح می‌شود، تغذیه می‌کند. در اواخر هفتهٔ سوم، بلاستوسیست ماهیت تهاجمی پیدا کرده و به دیوارهٔ ضخیم‌شدهٔ رحم که برای باروری به این صورت اختصاص یافته، به سختی وصل می‌شود. این مرحله، یعنی وصل بلاستوسیست به لایهٔ رحمی، «لانه‌گزینی» نامیده می‌شود و به دنبال وقوع این حالت، باروری انجام می‌گیرد.

## لکه‌بینی لانه‌گزینی
یک اسپرم، دیوارهٔ بیرونی تخمک را شکافته و به درون آن راه یافته، آن را بارور کرده است. چند روز پس از لقاح، تخمک بارورشده شروع به لانه‌گزینی در جدارهٔ داخل رحم کرده و به رشد خود ادامه می‌دهد. هنوز تأخیری در قاعدگی رخ نداده است. ممکن است در انتهای این هفته لکه‌بینی اندکی وجود داشته باشد. برخی از خانم‌ها فکر می‌کنند که شاید عادت ماهیانه شده‌اند، در برخی نیز خون‌ریزی بسیار ناچیز است که شاید متوجه آن نشوند و در گروه اندکی نیز اصلاً اتفاق نمی‌افتد. به هر حال این فقط چند لکهٔ مختصر است که «لکه‌بینی لانه‌گزینی» نام دارد و ناشی از فرورفتن تخمک بارورشده در دیوارهٔ پرخون درون رحم است، جایی که اگر لقاح اتفاق نمی‌افتاد، فرو ریخته و سبب خون‌ریزی قاعدگی در زنان می‌شد. این روند احتمالاً از هفتهٔ پیش آغاز شده، یعنی حدود شش روز پس از بارور شدن تخمک، اما نمی‌توان در مورد زمان دقیق آن خیلی هم مطمئن بود.

## لقاح مصنوعی
در حالت عادی، اسپرم معیوب توانایی لقاح با تخمک را ندارد، ولی با روش‌های لقاح مصنوعی امکان بارورسازی مستقیم تخمک توسط اسپرم وجود دارد.
لقاح در لولهٔ آزمایش یا آی‌وی‌اِف (به انگلیسی: IVF، مخفف in vitro fertilization) روشی است که در آن یاخته‌های تخمک را در شرایط آزمایشگاهی با اسپرم بارور می‌کنند و یک یا چند یاختهٔ زاگ به‌دست‌آمده را پس از گذشت چند مرحله تقسیم یاخته‌ای، در رحم قرار می‌دهند تا روند تکوین جنین به‌طور طبیعی ادامه پیدا کند.